# Barbara Freier
Barbara Freier (* 22. April 1948 in Essen) ist eine deutsche Schauspielerin. 

## Werdegang
Nach ihrem Realschulabschluss studierte Barbara Freier Schauspiel an der Folkwang-Hochschule in Essen. Sie spielte an verschiedenen Theatern in Dortmund, Wiesbaden, Hamburg, München, Berlin, Hannover und Wien. 
Zwischen 1979 und 1997 übernahm sie mehrmals Gastrollen für Fernsehserien bei den Sendern ARD, ZDF und RTL. Sie spielte in den TV-Serien St. Pauli-Landungsbrücken (1979) und Konsul Möllers Erben (1983, ZDF). Eine größere Bekanntheit erlangte sie in den Jahren 1984 bis 1993 durch ihre Rolle in der Fernsehserie Der Fahnder, in der sie an der Seite von Klaus Wennemann die Freundin des Protagonisten spielte. Jahre später wiederum gab Klaus Wennemann auch in Hinter Gittern – Der Frauenknast ihren Ehemann. 
Gastrollen spielte Barbara Freier u. a. in Fluchtgedanken (1974), Schattenlinien (1981), Tatort – Schwarzes Wochenende (1986, ARD), Peter Strohm – Der Schulfreund (1993, ARD), Freunde fürs Leben – Angstpartie (1993, ZDF), Das Double (1993, RTL) oder Stadtklinik (1997, RTL). Im Kino war Barbara u. a. in Zeichen und Wunder (1981), Neonstadt (1982), Danni (1983), Glut (1985), Martha Dubrowski (1986) und Manuel (1986) zu sehen. 
Von 1997 bis 2007 spielte sie die Rolle der Ursula „Uschi“ König in der RTL-Serie Hinter Gittern – Der Frauenknast. Ihr Sohn wirkte in einer Gastrolle mit.

## Filmografie (Auswahl)

### Serien
- 1975: Hoftheater (zwei Folgen)
- 1979: St. Pauli-Landungsbrücken – Gretchen Ebelmann
- 1983: Konsul Möllers Erbe
- 1984–1993: Der Fahnder (88 Folgen)
- 1986: Tatort – Schwarzes Wochenende
- 1993: Peter Strohm – Der Schulfreund
- 1993: Freunde fürs Leben – Angstpartie
- 1997–2007: Hinter Gittern – Der Frauenknast
- 1998: Stadtklinik – Misshandelt
- 2017: SOKO Wismar – Klub der Aufreißer

### Filme
- 1970: Das Mädchen meiner Träume
- 1971: Die armen Reichen
- 1974: Die Jungfrau von Orleans
- 1974: Fluchtgedanken
- 1978: Dona Rosita oder die Sprache der Blumen
- 1981: Schattenlinien
- 1982: Zeichen und Wunder
- 1982: Neonstadt (Kinofilm)
- 1983: Danni (Kinofilm)
- 1983: Glut (Kinofilm)
- 1984: Martha Dubronski
- 1984: Manuel (Kinofilm)
- 1993: Das Double
- 2013: Drei in einem Bett